# Triphora santamariensis
Triphora santamariensis är en orkidéart som beskrevs av Portalet. Triphora santamariensis ingår i släktet Triphora och familjen orkidéer. Inga underarter finns listade i Catalogue of Life.